# Draconinae
Draconinae is een onderfamilie van hagedissen uit de familie agamen (Agamidae).
De wetenschappelijke naam van de groep werd voor het eerst voorgesteld door Leopold Fitzinger in 1826. Er zijn 228 soorten in 32 geslachten. De hagedissen komen voor in delen van Azië en het Midden-Oosten.
| Naam en auteur                                                   | Verspreidingsgebied | Aantal soorten | Voorbeeldsoort              | Afbeelding |
| ---------------------------------------------------------------- | --- | -------------- | --------------------------- | ---------- |
| Acanthosaura Gray, 1831                                          | Azië; Cambodja, China, Indonesië, Laos, Maleisië, Myanmar, Thailand, Vietnam                                                                                          | 12             | Bergstekelnekagame          |            |
| Aphaniotis Peters, 1864                                          | Azië; Indonesië, Maleisië, Singapore, Thailand | 3              | Aphaniotis ornata           |            |
| Bronchocela Kaup, 1827                                           | Azië; Cambodja, China, Filipijnen, India, Indonesië, Maleisië, Myanmar, Singapore, Nieuw-Guinea, Thailand                                                             | 13             | Bronchocela cristatella     |            |
| Calotes Cuvier, 1817                                             | Azië, Midden-Oosten; Afghanistan, Bangladesh, Bhutan, Cambodja, China, India, Indonesië, Iran, Laos, Maleisië, Myanmar, Nepal, Pakistan, Sri Lanka, Thailand, Vietnam | 23             | Calotes mystaceus           |            |
| Ceratophora Gray, 1834                                           | Azië; Sri Lanka | 5              | Ceratophora stoddartii      |            |
| Complicitus Hidetoshi Ota & Hikida, 1991                         | Azië; Maleisië | 1              | Complicitus nigrigularis    | -          |
| Cophotis Peters, 1861                                            | Azië; Sri Lanka | 2              | Ceylonese dove agame        | -          |
| Coryphophylax Fitzinger, 1861                                    | Azië; India | 2              | Coryphophylax brevicaudus   | -          |
| Cristidorsa Fitzinger, 1861                                      | Azië; India, Myanmar | 2              | Cristidorsa otoi            |            |
| Dendragama Doria, 1888                                           | Azië; Indonesië | 3              | Dendragama australis        | -          |
| Diploderma Hallowell, 1861                                       | Azië, China, Japan, Myanmar, Taiwan, Tibet, Thailand, Vietnam | 25             | Diploderma swinhonis        |            |
| Draco Linnaeus, 1758                                             | Azië, Bangladesh, Cambodja, China, Filipijnen, India, Laos, Indonesië, Maleisië, Myanmar, Oost-Timor, Singapore, Thailand, Vietnam                                    | 40             | Draco dussumieri            |            |
| Gonocephalus Kaup, 1825                                          | Azië; Filipijnen, Indonesië, Maleisië, Thailand, Vietnam | 16             | Gonocephalus bornensis      |            |
| Harpesaurus Boulenger, 1885                                      | Azië; Indonesië, Maleisië | 5              | Harpesaurus modiglianii     | -          |
| Hypsicalotes Grijs, 1937                                         | Azië; Indonesië, Maleisië | 1              | Hypsicalotes kinabaluensis  |            |
| Japalura Gray, 1853                                              | Azië; Bhutan, China, India, Myanmar, Nepal, Pakistan | 7              | Japalura major              |            |
| Lophocalotes Günther, 1872                                       | Azië; Indonesië | 2              | Lophocalotes ludekingi      |            |
| Lyriocephalus Merrem, 1820                                       | Azië; Sri Lanka | 1              | Lierkopagame                |            |
| Malayodracon Boulenger1908                                       | Azië; Maleisië | 1              | Malayodracon robinsonii     | -          |
| Mantheyus Manthey & Nabhitabhata, 1991                           | Azië; Laos, Thailand | 1              | Mantheyus phuwuanensis      |            |
| Microauris Krishnan, 2008                                        | Azië; India | 1              | Microauris aurantolabium    | -          |
| Monilesaurus Pal, Vijayakumar, Shanker, Jayarajan & Deepak, 2018 | Azië; India | 4              | Monilesaurus ellioti        |            |
| Oriocalotes Smith, 1935                                          | Azië; China, India | 1              | Oriocalotes paulus          |            |
| Otocryptis Wagler, 1830                                          | Azië; India, Sri Lanka | 3              | Otocryptis nigristimata.jpg |            |
| Phoxophrys Hubrecht, 1881                                        | Azië; Indonesië, Maleisië | 5              | Phoxophrys borneensis       | -          |
| Psammophilus Fitzinger, 1843                                     | Azië; India | 2              | Psammophilus dorsalis       |            |
| Pseudocalotes Fitzinger, 1843                                    | Azië; Cambodja, China, India, Indonesië, Laos, Maleisië, Myanmar, Thailand, Vietnam                                                                                   | 23             | Pseudocalotes floweri       |            |
| Pseudocophotis Manthey & Grossmann, 1997                         | Azië; Indonesië, Vietnam | 2              | Pseudocophotis sumatrana    | -          |
| Ptyctolaemus Peters, 1865                                        | Azië; Bangladesh, China, India, Myanmar | 2              | Ptyctolaemus gularis        | -          |
| Salea Gray, 1845                                                 | Azië, India | 3              | Salea horsfieldii           |            |
| Sarada Deepak, Giri & Karanth, 2016                              | Azië, India | 3              | Sarada deccanensis*1        |            |
| Sitana Cuvier, 1829                                              | Azië; India, Nepal, Sri Lanka | 13             | Sitana attenboroughii       |            |
| Thaumatorhynchus Parker, 1924                                    | Azië; Indonesië | 1              | Thaumatorhynchus brooksi    |            |